# John Wodehouse
John Wodehouse, 3r Earl de Kimberley, CBE, MC (Witton, Norfolk, 11 de novembre de 1883 – Londres, 16 d'abril de 1941), anomenat Lord Wodehouse entre 1902 i 1932, va ser un noble britànic i polític liberal, alhora que campió olímpic de polo.
Wodehouse era el fill gran de John Wodehouse, 2n Earl de Kimberley. Estudià a l'Eton College i al Trinity Hall de Cambridge. Fou en aquesta universitat quan començà a jugar a polo.
El 1908 va prendre part en els Jocs Olímpics de Londres, on guanyà la medalla de plata en la competició de polo, com a integrant de l'equip Hurlingham Club. En aquest equip també hi competien Walter Buckmaster, Frederick Freake i Walter Jones. Dotze anys més tard guanyà la medalla d'or en la competició de polo dels Jocs d'Anvers, formant equip amb Teignmouth Melville, Frederick Barrett i Vivian Lockett.
Wodehouse fou parlamentari per Mid Norfolk entre les eleccions general de 1906 i gener de 1910. Amb 22 anys i 2 mesos en el moment de l'elecció era el més jove de la Cambra dels Comuns. Durant el primer any fou jutge de pau del comtat de Norfolk. Lord Wodehouse fou comissionat com a tinent a la Norfolk Yeomanry el 1911 i va servir-hi fins al començament de la Primera Guerra Mundial, el 1914, quan passà a servir com a capità del 16è Regiment de Llancers i en què fou ferit dues vegades. Va lluitar al Front occidental entre 1914 i 1917 i a Itàlia entre 1917 i 1918. Fou recompensat amb Creu Militar el darrer any i la Creu al Mèrit de Guerra d'Itàlia. Entre 1921 i 1933 va estar a la Reserva d'Oficials. Va exercir com ajudant no remunerat del ministre d'Ultramar, aleshores, Winston Churchill, des de 1921 fins a 1922, i va ser condecorat amb l'Orde de l'Imperi Britànic el 1925.
En morir el seu pare, el 1932, va heretar-ne els títols nobiliaris, cosa que li va permetre seure a la Cambra dels Lords.